# Гитис, Михаил Клементьевич

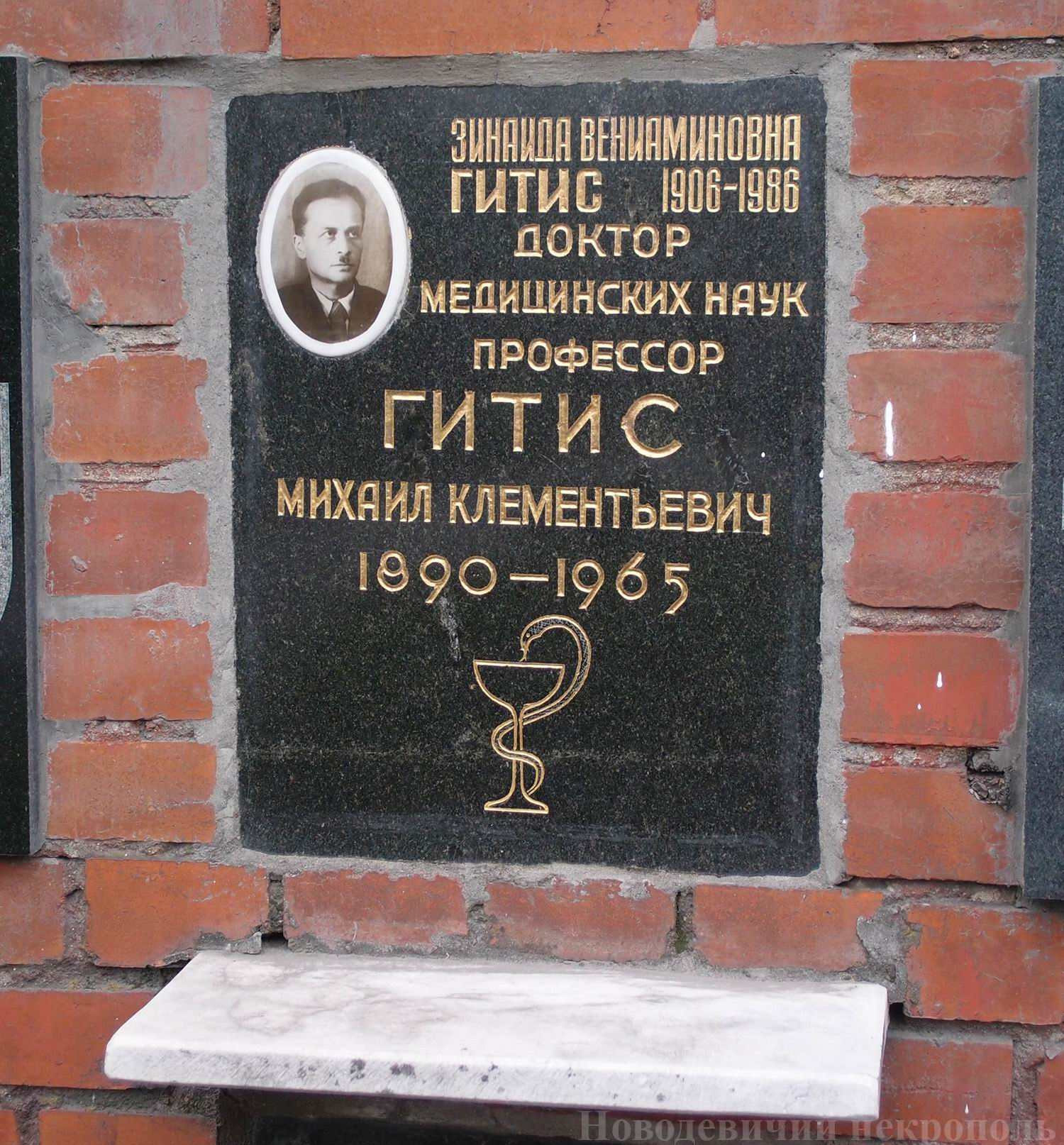
Могила Гитис М. К.

Михаил Клементьевич (Ке́льманович) Гитис (1890—1965) — хирург, доктор медицинских наук, профессор, заведующий ряда кафедр оперативной хирургии и топографической анатомии в медицинских высших учебных заведениях СССР.

## Биография
Родился 15 сентября 1890 году в местечке Тульчин Подольской губернии (в настоящее время — Винницкая область Украины), в семье купеческого сына Колмена (Кельмана) Шмулевича Гитиса и Добы Шлёмовны Гитис (в девичестве Вайсбурд). Родители заключили брак в 1885 году. Позже семья переехала в Немиров. Обучался на медицинском факультете Гейдельбергского университета (1911—1914, не окончил в связи с Первой мировой войной), в 1915 году поступил на последний курс Варшавского университета, эвакуированного в Ростов-на-Дону, где в 1917 г. завершил обучение со степенью кандидата наук. После окончания обучения в течение трёх лет служил в земской больнице в Подольской губернии. С 1922 г. по 1925 г. — ординатор хирургического отделения в Полтаве.
В 1927—1929 годах — главный врач, заведующий хирургическим отделением в посёлке Писцово. В 1929—1931 — заведующий хирургическим отделением в Улан-Баторе, в 1931—1933 годах — главный врач ряжской больницы. С 1933 года — сотрудник кафедры оперативной хирургии 1-го Московского медицинского института. В 1940 году возглавил кафедру оперативной хирургии Хабаровского медицинского института. В 1944 году заведовал хирургическим отделением г. Красноводска (Московская область), в 1945 году в Ярославле возглавил кафедру оперативной хирургии эвакуированного Витебского медицинского института, в течение трёх лет продолжал работать на этой же должности в Витебске. В 1948 году защитил докторскую диссертацию, в 1948—1951 годах — заведующий кафедрой оперативной хирургии Омского медицинского института. После увольнения переехал в Москву, где постоянно проживала его семья.
Скончался в Москве в 1965 году, похоронен в колумбарии Новодевичьего кладбища Москвы вместе с супругой Зинаидой Вениаминовной (1906—1986).

## Семья
Брат, Исидор Клементьевич Грибов-Гитис (1897), был репрессирован в 1938 году.
Дети:
- Игорь Михайлович Гитис (1939—2005), врач высшей категории, невролог, был трижды женат, имел 4х детей.
- Нелли Михайловна Гитис (????-1989) (страдала синдромом Дауна).

Похоронены в колумбарии Николо-Архангельского кладбища.